# Biblioteca generalizia Filippo Tipaldi
La biblioteca generalizia Filippo Tipaldi è una biblioteca ecclesiastica situata nella città di Ariano Irpino e nella diocesi di Ariano-Lacedonia. È collocata nei locali del monastero delle suore oblate di San Francesco Saverio, il quale a sua volta occupa gli spazi dell'ex ospedale per i pellegrini e gli infermi, fondato nel 1410 in corrispondenza della porta della Strada, a quel tempo la principale via d'accesso alla città.

## Storia
Nel 1731 Filippo Tipaldi,  vescovo della diocesi di Ariano, decise di trasferire l'ampio ospedale per i pellegrini e gli infermi in un edificio attiguo di minori dimensioni, così da destinare gli ex-locali del nosocomio dapprima a rifugio per donne convertite, poi a convento monacale. Nel 1732 lo stesso vescovo istituì ufficialmente un "conservatorio" (congregazione monastica femminile con finalità educative e rieducative) intitolato a san Francesco Saverio e, al fine di agevolare l'accrescimento culturale delle educande, la struttura fu dotata di una corposa raccolta libraria. Nel 1771 il conservatorio fu però soppresso per ordine regio, il che determinò la dispersione della primitiva biblioteca. A decorrere dal 1816 il convento monacale fu comunque ristabilito e la stessa biblioteca fu progressivamente ricostituita, non soltanto grazie alla salvaguardia e al recupero dei testi superstiti, ma anche tramite una serie di donazioni e nuove acquisizioni.

## Patrimonio
La biblioteca Filippo Tipaldi possiede 15 480 volumi e opuscoli, incunaboli e diverse centinaia di edizioni antiche (opere stampate tra il '500 e il '700). La collezione è allestita su scaffali aperti estesi per 165 metri lineari, cui si aggiungono scaffali di magazzino per ulteriori 130 metri lineari. La superficie della biblioteca è di 214 metri quadri con 140 metri quadri di servizi o sale fruibili al pubblico e 6 posti di lettura.